# Az AFC Ajax rekordjainak listája

## EREDIVISIE

### Bajnoki címek
- Legtöbb Eredivisie-bajnoki cím: 24x[1]
- Legtöbb bajnoki cím egymás után: 4 (a PSV Eindhoven-el együtt)

### Egy szezonban elért teljesítmény
- Legtöbb megszerzett pontszám egy szezonban: 93 (1971/72)[1]
- Legtöbb lőtt gól egy szezonban: 122 (1966/67)[1]
- Legnagyobb gólkülönbséggel zárt szezon: +90 (1997/98)[1]
- Legtöbb győzelem egy szezonban: 30 (1971/72 és 1972/73)
- Legtöbb egymást követő győzelem egy szezonban: 19 (1971/72)
- Legkevesebb vereség egy szezonban: 0 (1994/95)
- Legkevesebb döntetlen egy szezonban: 0 (AFC Ajax 1972/73, RKC Waalwijk 2009/10)

### Játékosok
- Legtöbb gólkirályi cím: 19x
- Legtöbb gólkirályi cím egy csapattal: 4x Ruud Geels (1978-1979-1980-1981) és Marco van Basten (1984-1985-1986-1987)[1]
- Legtöbb gólkirályi cím egymás után egy csapattal: 4x Ruud Geels (1975-1976-1977-1978) és Marco van Basten (1984-1985-1986-1987)[1]
- Leghosszabb ideig gólt nem kapó kapus: 1082 perc Heinz Stuy (1970/71)[1]
- Leggyorsabb mesterhármas: 2 perc Jan Seelen (1958/59)
- Legtöbb mesterhármas egy mérkőzésen: 2 Johan Cruyff (Ajax-AZ'67 8:1, 1970/71) és Afonso Alves (Heerenveen-Heracles 9:0, 2007/08)
- Legfiatalabb újonc gólszerző: Marco van Basten 17 év 154 nap (1981/82)
- Egy szezonban legtöbb gólt szerző külföldi játékos: Luis Suárez (AFC Ajax, 2009/2010) és Mateja Kežman (PSV Eindhoven, 2002/2003) 35-35 gól
- Eredivisie-n belüli legdrágább igazolás: Miralem Sulejmani 16,25 millió € (2008)[1]
- Eredivisie-n belüli legdrágábban eladott saját nevelésű játékos külföldre: Wesley Sneijder 27 millió € (2007-ben a Real Madridnak)

### Mérkőzések
- Legtöbb néző egy mérkőzésen: Feyenoord-Ajax 65.150 néző (1969/70)[1]
- Legnagyobb arányú győzelem: Ajax-Vitesse Arnhem 12:1 (1972/73)[2]
- Legtöbb lőtt gól egy mérkőzésen: Ajax-Vitesse Arnhem 12:1 (1972/73)[1]
- Leggólgazdagabb bajnoki mérkőzés: Feyenoord-Ajax 9:5 (1960/61)[1]

### Lapok
- Egy cserejátékos leggyorsabban kapott piros lapja a beállása után: 19 másodperc Marcio Santos (1996/97)

## EURÓPAI KUPÁK

### BEK / BL

#### Csapat
- Legtöbbször veretlenül megnyert BEK/BL sorozat: 2x Ajax (1971/72 és 1994/95), Manchester United, AC Milan és FC Liverpool
- Legkevesebb kapott gól a BEK/BL csoportkörben: 1 gól Ajax (1995-96) (a további csapatok: AC Milan, Juventus, Villarreal, Manchester United, Chelsea, FC Liverpool, FC Barcelona, Monaco, PSG)
- Leghosszabb veretlen sorozat a BEK/BL-ben: 20 mérkőzés (1985. október 2. és 1996. április 3. között)
- Az összes nemzetközi kupa (BEK / BL, KEK, UEFA-kupa / EL, UEFA-szuperkupa és Világkupa / Klubvilágbajnokság) elnyerése: AFC Ajax, FC Barcelona, Juventus, Bayern München és Manchester United
- Leggólgazdagabb elődöntő mérkőzésː 7 gól AFC Ajax-Bayern München 5ː2 (1995/96) és Liverpool FC-AS Roma 5ː2 (2017/18)
- Legtöbb lőtt gől egy elődöntő mérkőzésenː 5 gól AFC Ajax-Bayern München 5ː2 (1995/96) és FC Liverpool-AS Roma 5ː2 (2017/18)

#### Játékosok
- Legtöbb egymás utáni BEK / BL döntőben védő kapus kapott gól nélkülː Heinz Stuy 3x ( 1970/71 2ː0, 1971/72 2ː0 és 1972/73 1ː0 )
- Játékos aki a BEK-sorozatban egy mérkőzésen 5 gólt szerzett: Soren Lerby (1979-80) (rajta kívül még 9 játékos, mind más csapatból)
- BEK/BL döntőkben gólt lőtt eddigi legfiatalabb játékos: Patrick Kluivert (18 év 327 nap) (Ajax-AC Milan 1:0, BL 1994/95)[3]

### UEFA-KUPA / EURÓPA LIGA

#### Csapat
- UEFA-kupában és Európa ligában elért eddigi legnagyobb különbségű győzelem: 14ː0 AFC Ajax-FA Red Boys (1984/85-ös UEFA-kupa)[4]

#### Játékosok
- Játékos aki a BEK-sorozatban egy mérkőzésen 5 gólt szerzett: Soren Lerby (1979-80) (rajta kívül még 9 játékos, mind más csapatból)
- Nemzetközi kupadöntőben pályára lépő legfiatalabb játékosː Matthijs de Ligt 17 év és 285 nap (2016/17-es Európa Liga)[5]

### UEFA-SZUPERKUPA
- Legtöbb kupa megnyerése egymás után: 2 (Ajax 1972 és 1973 / AC Milan 1989 és 1990)
- Legtöbb gól egy mérkőzésen: 6 (1973-ban Ajax - AC Milan 6:0 / 1977-ben Liverpool FC - Hamburger SV 6:0 / 1996-ban Paris SG - Juventus 1:6)
- Legnagyobb arányú győzelem: 6 gólos (1973-ban Ajax - AC Milan 6:0 / 1977-ben Liverpool FC - Hamburger SV 6:0)